# Crystal Springs (Floride)
Pour les articles homonymes, voir Crystal Springs.
Crystal Springs est une census-designated place du comté de Pasco, dans l'État de Floride, aux États-Unis,. En 2020, elle compte une population de 1 268 habitants.